# Journal des dames et des modes (1912-1914)
Ne doit pas être confondu avec Journal des dames et des modes.
Le Journal des dames et des modes est une revue de mode française illustrée fondée en juin 1912 et disparue en août 1914, qui paraissait trois fois par mois.

## Histoire
Ce titre est repris d'un périodique français de mode, fondé en 1797 et disparu en 1839. En guise d'hommage, au moins deux planches sont reproduites de l'ancienne revue de La Mésangère, dont la nouvelle édition imite le style de présentation.
Le Journal est fondé par Tommaso Antongini (1877-1967), secrétaire de Gabriele D'Annunzio, et le journaliste revuiste Jacques de Nouvion (1880-1918), qui formèrent dans ce but une société en commandite le 16 mai 1912 à Paris. La première livraison sort à Paris le 1er juin 1912.
Elle se présente sous la forme d'un album non cousu contenant entre autres des planches d'illustrations rehaussées au pochoir, une série intitulée « Costumes parisiens », représentant des femmes, mais aussi des hommes et des enfants, portant des habits conçus par des grands couturiers. Les dessins sont principalement exécutés par George Barbier, mais d'autres artistes furent associés comme Léon Bakst, B. Berty, Bernard Boutet de Monvel, Roger Broders, Jan van Brock, Umberto Brunelleschi, H. Robert Dammy, Étienne Drian, Abel Faivre, Marie-Madeleine Franc-Nohain, Xavier Gosé, Paul Iribe, Kriegck, Victor Lhuer, Pierre Legrain, Charles Martin, Fernand Siméon, Ismael Smith, Armand Vallée et Gerda Wegener.
Chaque cahier illustré était tiré à moins de 1 300 exemplaires. Le dernier paraît le 1er août 1914. L'ensemble représente 186 cahiers, dont deux hors-séries.
Le premier numéro est préfacé par Anatole France qui resitue le titre dans la lignée de celui de La Mésangère. Les chroniques sont signées Robert de Montesquiou, Robert de Flers, Marcelle Tinayre, René Boylesve et sont également publiés des poèmes de Jean Cocteau, Anna de Noailles, Lucie Delarue-Mardrus. La direction de la rédaction est exercée par Jacques de Nouvion et le siège parisien était au 62 rue La Boétie.

## Réception critique
La sortie de ce périodique fut saluée par Le Gaulois du 2 juillet 1912 sur sa une dans le « Bloc note parisien ».

## Planches

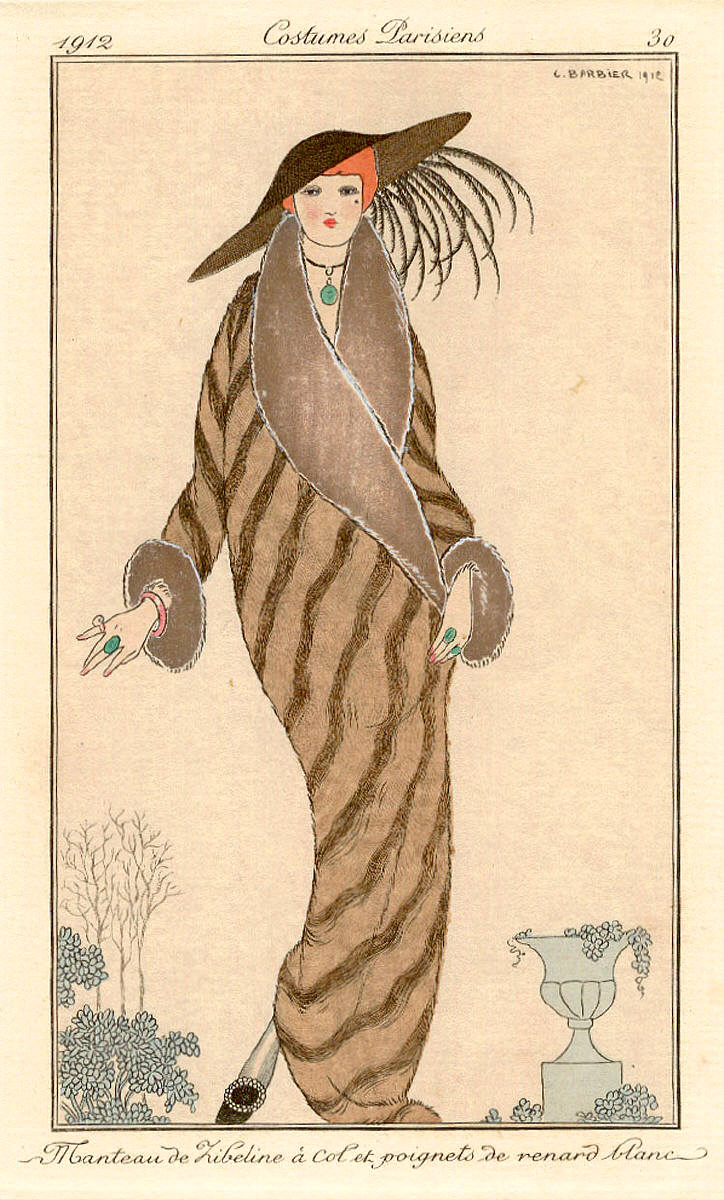
Manteau de zibeline à col et poignets de renard blanc par George Barbier pl. 30, 1912
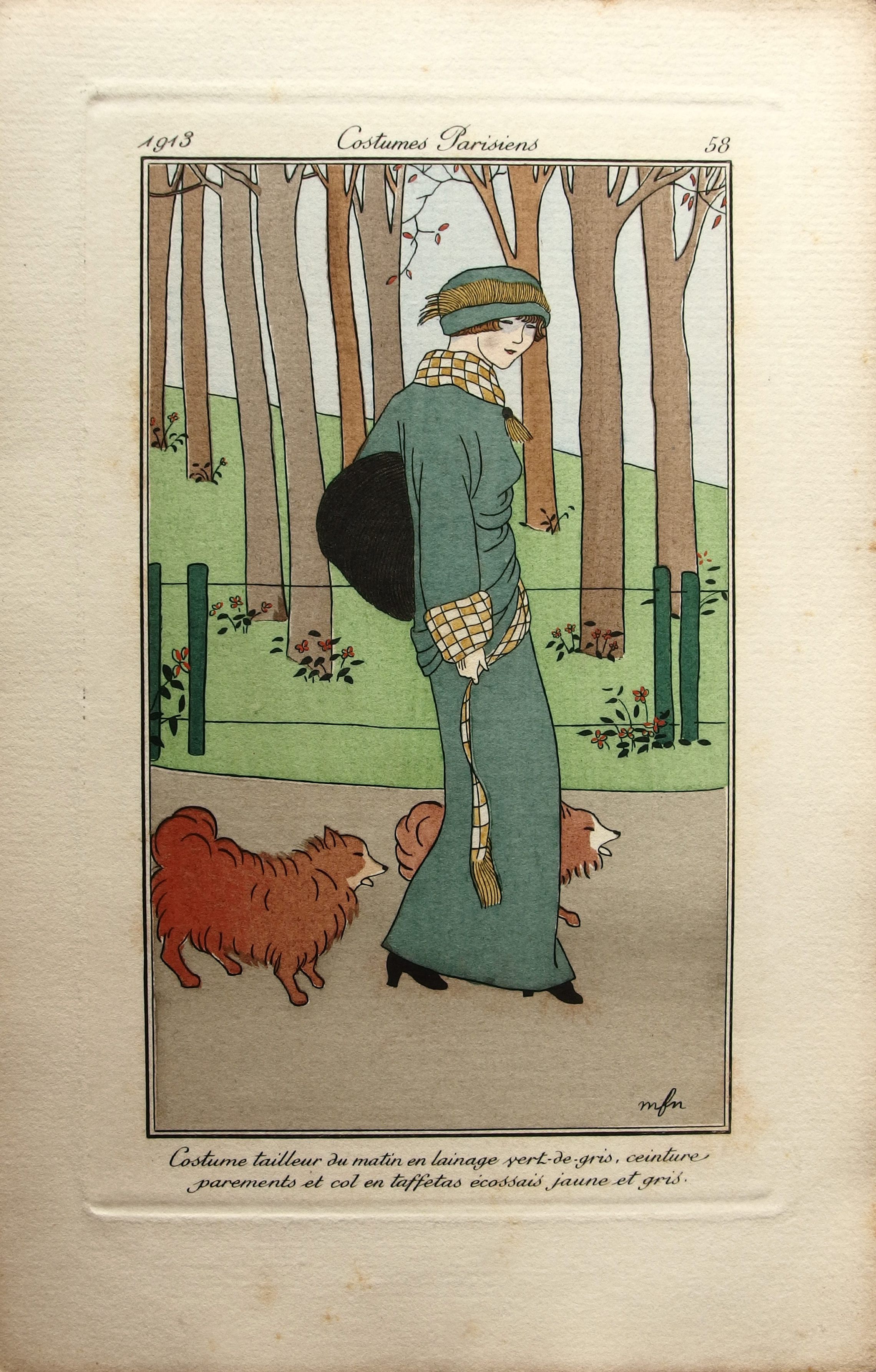
Costume tailleur du matin..., par Marie-Madeleine Franc-Nohain pl. 58, 1913
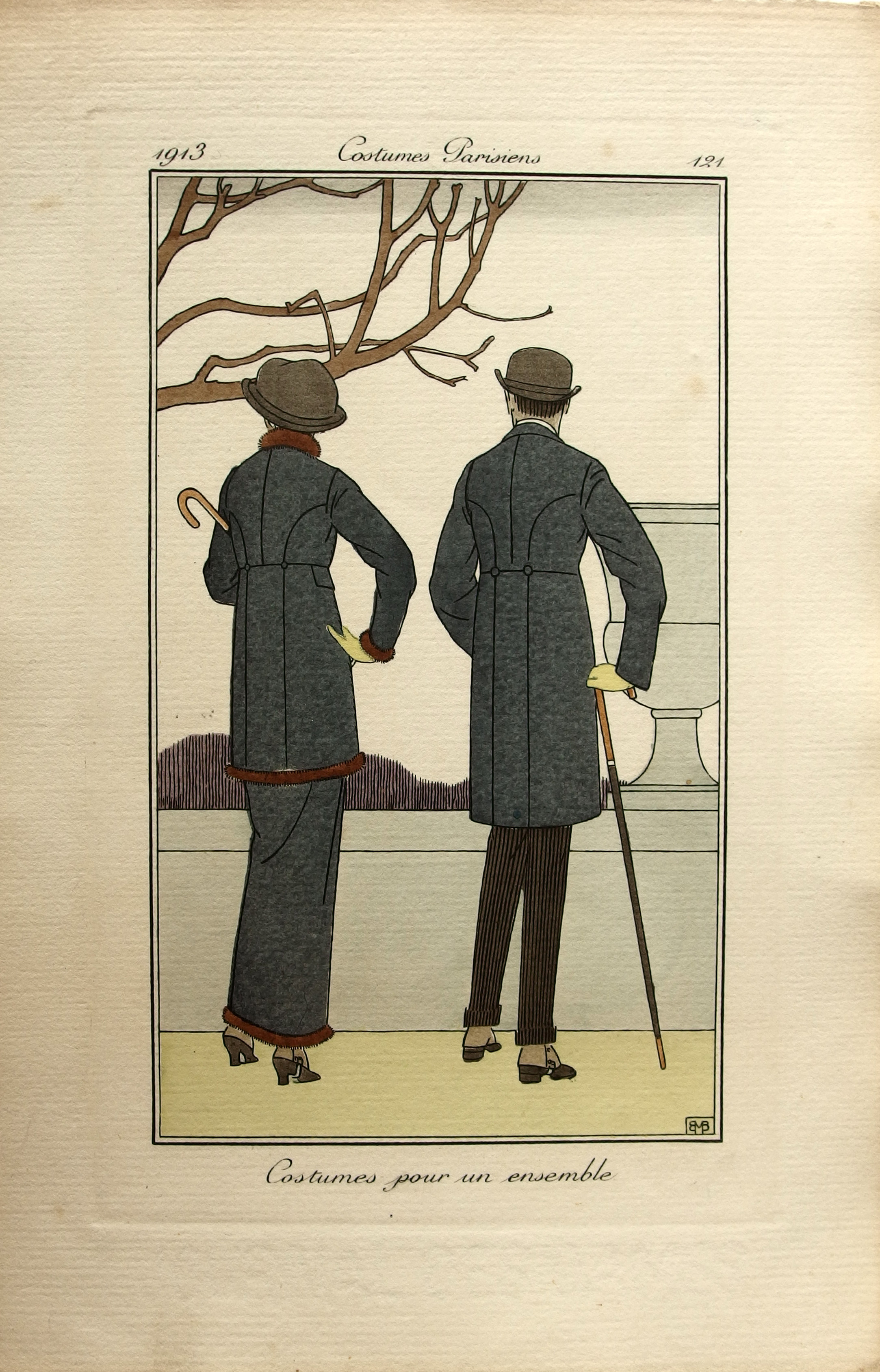
Costumes pour un ensemble, par Bernard Boutet de Monvel pl. 121, 1913